# Laura
Laura er et pigenavn, der er en kort udgave af det italienske navn Laurentia, som er en kvindelig form af helgennavnet Laurentius (Skt. Laurentius).
Laurentius stammer fra Romerriget og kan betyde en 'person fra Laurentum' eller 'kronet med en laurbær' (laurus er latin for laurbær). Der findes en række varianter af navnet, hvoraf Laure, Lauren, Laurence, Laurette og Laurine også forekommer i Danmark. I alt ca. 13.300 danskere bærer et af disse navne (heraf over 13.000 Laura) ifølge Danmarks Statistik.

## Kendte personer med navnet
- Laura Aller, dansk chefredaktør og bladudgiver.
- Laura Antonelli, italiensk skuespiller.
- Lauren Bacall, amerikansk skuespiller.
- Laura Buhl, dansk skuespiller.
- Laura Welch Bush, amerikansk præsidentfrue.
- Laura Christensen, dansk skuespiller.
- Laura Dern, amerikansk skuespiller.
- Laura Drasbæk, dansk skuespiller.
- Laura Esquivel, mexicansk forfatter.
- Lauren Graham, amerikansk skuespiller.
- Lauren Hill, amerikansk sangerinde.
- Laura Illeborg, dansk sanger.
- Laura Schlessinger, amerikansk radio-vært.
- Laura Ingalls Wilder, amerikansk forfatter.

## Navnet i fiktionen
- Laura, den kvinde, som den italienske renæssancedigter Petrarca skrev mange af sine digte til og om; muligvis var hun identisk med den franske adelskvinde Laura de Noves.
- Laura Larsine Sørensen, en person i Matador. Hun er kokkepige hos familien Varnæs, og hun spilles af Elin Reimer.
- Laura, hovedpersonen i romanserien Det lille hus på prærien fra 1935 af Laura Ingalls Wilder. 1973 – 1984 indspillet som tv-serie.
- Laura Palmer, den unge myrdede kvinde, som serien Twin Peaks har som en slags omdrejningspunkt.
- Laura, film noir fra 1944 af Otto Preminger. En række andre film og tv-serier har samme titel.

## Andre anvendelser
- Laurbær-ordenen hedder Laurales, Laurbær-familien Lauraceae og Laurbær-slægten Laurus.
- "Avra for Laura, dine bukser flagrer" er et gammelt vrøvlerim anvendt af børn

## Fodnoter
1. 1 2  Bruges på andre sprog (også) som drengenavn.
2. ↑  Navne – Danmarks Statistik, 15. januar 2009